# Kartuizerij Sheen Anglorum
De Kartuizerij Sheen Anglorum Charterhouse, ook bekend als de Kartuizerij van Jezus van Bethlehem of de Nieuwpoortse Kartuizerij, was een gemeenschap van Engelse kartuizers in ballingschap in wat nu België is na de ontbinding van de kloosters in 1539. De naam is afgeleid van de vroegere Sheen Priory, en 'Anglorum' betekent 'van de Engelsen' in het Latijn. 
De gemeenschap was achtereenvolgens gevestigd te: Brugge (Genadendal) van 1559-1569, Brugge (Sint-Clarastraat) van 1569-1578, te Namen in 1578 , te Leuven vanaf 1578, te Antwerpen tot ten laatste 1591, te Mechelen in 1591-1626 en te Nieuwpoort in 1626-1783. De kartuizerij verwierf te Nieuwpoort een stabiliteit die duurde tot de verlichte hervorming van de Oostenrijkse Keizer Jozef II en werd in 1783 opgeheven.
Een van de eerste priors was Maurice Chauncy (+1581). John Duckett, prior in de vroege 17e eeuw, was de zoon van James Duckett (martelaar te Tyburn op 19 april 1601) en oom van John Duckett (martelaar te Tyburn op 7 september 1644) Andere met de gemeenschap verbonden personen zijn o.a. Francis Nicholson (1650-1731) en Theodore Augustine Mann (1735-1809), prior van 1764 tot 1777.
De laatste prior, vader Williams, stierf te Little Malvern Court op 2 juni 1797. Zijn documenten, het zegel van Sheen Anglorum en verschillende relieken zijn nu in bezit van de Kartuizerij van Parkminster.